# Makheka Community
Makheka Community är en gemenskap i Lesotho.   Den ligger i distriktet Maseru, i den centrala delen av landet, 50 km sydost om huvudstaden Maseru.